# ボトム・ダウン
『ボトム・ダウン』（英語: The Marchioness Disaster）は、2006年公開の、ノンフィクション映画である。1989年に起きたマーショネス号転覆沈没事故をもとにしている。

## あらすじ
1989年8月20日、ロンドンのテムズ川で、クルーズ船のマーショネス号と、浚渫船ボウベル号が衝突。マーショネス号は転覆し、乗客132名が川に投げ出されてしまった。一刻を争う事態の中で、マスコミによる根拠のない情報が流され、目撃者の通報も交錯する。救助隊も現場に着くのが遅れ、結局死者51名という大惨事になってしまった。しかもこの事件はいまだに謎が多い。なぜ真実は隠蔽されたのか。さまざまな人の証言を基に、「あの日」が再現された。

## スタッフ
- 監督：ケン・ホーン
- 製作総指揮：キース・リチャードソン
アレン・ジュハースト
- 製作：ケン・ホーン
- 脚本：デビット・A・ヤロップ
- 撮影：ジェフ・ヒーレイ
- 編集：ゲイリー・ウエストモアランド
- 出演：ジョン・サルサウス
エイミー・パーフェクト
ダニエル・ケイシー
ジョン・ベンフィールド

### 日本語吹き替え
- ジョン・パークス：小島敏彦
- イアイン：大黒和広
- ジョン：田島俊弥
- アイリーン：中條佐栄子
- その他：金子由之／駒谷昌男／二瓶美江／向井修／水野千夏／原田晃／ささいけい子／斉藤千恵子／松平真之介／木下尚紀／玉木有紀子／渡辺育子／鈴木一敦／川出拓也／本上雅巳／一馬芳和／篠原千佳／黒澤剛史／中島佳代子